# Copa Mundial de Fútbol Sub-20 de 2001
La Copa Mundial de Fútbol Juvenil de 2001 fue la XIII edición de la Copa Mundial de Fútbol Sub-20. Esta versión del torneo se realizó en Argentina, entre el 17 de junio y el 8 de julio de 2001, siendo este torneo la primera oportunidad en que dicho país organiza una copa mundial juvenil de este deporte, ya que anteriormente se celebró la Copa Mundial de Fútbol de 1978 donde terminó en calidad de campeón.
En las eliminatorias, 24 equipos de las 6 confederaciones afiliadas a la FIFA clasificaron para disputar el mundial. 6 nuevas selecciones lo jugaron por primera vez, mientras que las demás ya lo habían hecho anteriormente. El certamen consto de dos fases, la primera en donde las 24 selecciones fueron divididas en 6 grupos de 4 equipos cada una, clasificando los 1º y 2º más los cuatro mejores 3º. La segunda fase fue de eliminación directa entre los 16 clasificados, hasta que se definieron los 2 finalistas.
El equipo de Argentina fue ampliamente superior a todos sus rivales y ganó su cuarto título mundial de la categoría. Lo hizo ganando sus 7 partidos y sin mayores complicaciones. La final, disputada el 8 de julio de 2001, en el Estadio José Amalfitani de la ciudad de Buenos Aires, terminó con triunfo del seleccionado local por 3-0 sobre Ghana con goles de Diego Colotto, Javier Saviola y Maxi Rodríguez.

## Sedes
En 2001 se inauguró el Estadio Padre Ernesto Martearena de Salta, construido específicamente para ser sede de la Copa Mundial Sub-20.
| Argentina                 | Argentina                                                | Argentina                                                | Argentina                         |
| Buenos Aires              | Buenos Aires Córdoba Rosario Mendoza Salta Mar del Plata | Buenos Aires Córdoba Rosario Mendoza Salta Mar del Plata | Córdoba                           |
| ------------------------- | -------------------------------------------------------- | -------------------------------------------------------- | --------------------------------- |
| Estadio José Amalfitani   | Buenos Aires Córdoba Rosario Mendoza Salta Mar del Plata | Buenos Aires Córdoba Rosario Mendoza Salta Mar del Plata | Estadio Olímpico Chateau Carreras |
| Capacidad: 49 000         | Buenos Aires Córdoba Rosario Mendoza Salta Mar del Plata | Buenos Aires Córdoba Rosario Mendoza Salta Mar del Plata | Capacidad: 47 000                 |
|                           | Buenos Aires Córdoba Rosario Mendoza Salta Mar del Plata | Buenos Aires Córdoba Rosario Mendoza Salta Mar del Plata |                                   |
| Rosario                   | Buenos Aires Córdoba Rosario Mendoza Salta Mar del Plata | Buenos Aires Córdoba Rosario Mendoza Salta Mar del Plata | Mendoza                           |
| Estadio Newell's old Boys | Buenos Aires Córdoba Rosario Mendoza Salta Mar del Plata | Buenos Aires Córdoba Rosario Mendoza Salta Mar del Plata | Estadio Malvinas Argentinas       |
| Capacidad: 42 000         | Buenos Aires Córdoba Rosario Mendoza Salta Mar del Plata | Buenos Aires Córdoba Rosario Mendoza Salta Mar del Plata | Capacidad: 40 000                 |
|                           | Buenos Aires Córdoba Rosario Mendoza Salta Mar del Plata | Buenos Aires Córdoba Rosario Mendoza Salta Mar del Plata |                                   |
| Salta                     | Salta                                                    | Mar del Plata                                            | Mar del Plata                     |
| Estadio Ciudad de Salta   | Estadio Ciudad de Salta                                  | Estadio José María Minella                               | Estadio José María Minella        |
| Capacidad: 20 000         | Capacidad: 20 000                                        | Capacidad: 35 000                                        | Capacidad: 35 000                 |
|                           |                                                          |                                                          |                                   |

## Clasificación
En total fueron 24 equipos de las 6 confederaciones afiliadas a la FIFA los que tomaron parte en el Mundial Sub-20 de 2001.
En cursiva, los debutantes en la Copa Mundial de Fútbol Sub-20.
| Clasificatorias | Clasificatorias | Clasificatorias | Clasificatorias | Clasificatorias | Clasificatorias |
| --------------- | --------------- | --------------- | --------------- | --------------- | --------------- |
| CAF             | AFC             | UEFA            | Concacaf        | OFC             | Conmebol        |

| Equipos participantes | Equipos participantes | Equipos participantes | Equipos participantes |
| --------------------- | --------------------- | --------------------- | --------------------- |
| Alemania              | Chile                 | Etiopía               | Jamaica               |
| Angola                | China                 | Finlandia             | Japón                 |
| Argentina             | Costa Rica            | Francia               | Países Bajos          |
| Australia             | Ecuador               | Ghana                 | Paraguay              |
| Brasil                | Egipto                | Irán                  | República Checa       |
| Canadá                | Estados Unidos        | Irak                  | Ucrania               |

## Árbitros
Los siguientes son los árbitros designados para dirigir en la Copa Mundial de Fútbol Juvenil:
CAF
- Coffi Codjia
- Hichem Guirat
- Abdullhakim Shelmani
- Hailemelak Tessema

AFC
- Naser Al Hamdan
- Sun Baojie
- Kamikava Tóru
- Shamsul Maidin

CONMEBOL
- Carlos Amarilla
- Guido Aros
- Wilson de Souza
- Claudio Martín

CONCACAF
- Jagdeesh Bhimull
- José Pineda
- Kevin Stott

UEFA
- Sorin Corpodean
- Orhan Erdemir
- Alain Hamer
- Terje Hauge
- Thomas McCurry
- Manuel Mejuto González

OFC
- Mark Shield

## Resultados
- Los horarios corresponden a la hora de Argentina (UTC-3)

### Primera fase

#### Grupo A
| Equipo    | Pts | PJ | PG | PE | PP | GF | GC | Dif |
| --------- | --- | -- | -- | -- | -- | -- | -- | --- |
| Argentina | 9   | 3  | 3  | 0  | 0  | 14 | 2  | 12  |
| Egipto    | 4   | 3  | 1  | 1  | 1  | 3  | 8  | -5  |
| Finlandia | 3   | 3  | 1  | 0  | 2  | 2  | 4  | -2  |
| Jamaica   | 1   | 3  | 0  | 1  | 2  | 1  | 6  | -5  |

| 17 de junio de 2001, 14:00 | Argentina                        | 2:0 (1:0) | Finlandia | Estadio José Amalfitani, Buenos Aires                          |                                                                |
|                            | Rodríguez 38' · D'Alessandro 67' | Reporte   |           | Asistencia: 24.000 espectadores Árbitro(s): Baojie Sun (China) | Asistencia: 24.000 espectadores Árbitro(s): Baojie Sun (China) |

| 17 de junio de 2001, 16:45 | Egipto | 0:0     | Jamaica | Estadio José Amalfitani, Buenos Aires                         |                                                               |
|                            |        | Reporte |         | Asistencia: 2.000 espectadores Árbitro(s): Guido Aros (Chile) | Asistencia: 2.000 espectadores Árbitro(s): Guido Aros (Chile) |

| 20 de junio de 2001, 14:00 | Jamaica | 0:1 (0:0) | Finlandia    | Estadio José Amalfitani, Buenos Aires                                |                                                                      |
|                            |         | Reporte   | Vayrynen 87' | Asistencia: 4.000 espectadores Árbitro(s): Shamsul Maidin (Singapur) | Asistencia: 4.000 espectadores Árbitro(s): Shamsul Maidin (Singapur) |

| 20 de junio de 2001, 16:45 | Egipto       | 1:7 (1:4) | Argentina                                                                                   | Estadio José Amalfitani, Buenos Aires                                |                                                                      |
|                            | El Yamany 5' | Reporte   | Saviola 7' 15' 44' (pen.) · Coloccini 20' · Romagnoli 55' · Rodríguez 64' · Amin 67' (a.g.) | Asistencia: 25.000 espectadores Árbitro(s): Alain Hamer (Luxemburgo) | Asistencia: 25.000 espectadores Árbitro(s): Alain Hamer (Luxemburgo) |

| 23 de junio de 2001, 14:00 | Argentina                                              | 5:1 (4:0) | Jamaica     | Estadio José Amalfitani, Buenos Aires                                        |                                                                              |
|                            | Coloccini 3' · Saviola 7' 86' (pen.) · Herrera 14' 38' | Reporte   | Dawkins 78' | Asistencia: 27.000 espectadores Árbitro(s): Naser Al Hamdan (Arabia Saudita) | Asistencia: 27.000 espectadores Árbitro(s): Naser Al Hamdan (Arabia Saudita) |

| 23 de junio de 2001, 16:45 | Finlandia   | 1:2 (0:1) | Egipto                      | Estadio José Amalfitani, Buenos Aires                               |                                                                     |
|                            | Sjolund 74' | Reporte   | Hamza 10' (pen.) · Riad 62' | Asistencia: 3.000 espectadores Árbitro(s): Wilson de Souza (Brasil) | Asistencia: 3.000 espectadores Árbitro(s): Wilson de Souza (Brasil) |

#### Grupo B
| Equipo   | Pts | PJ | PG | PE | PP | GF | GC | Dif |
| -------- | --- | -- | -- | -- | -- | -- | -- | --- |
| Brasil   | 9   | 3  | 3  | 0  | 0  | 10 | 1  | 9   |
| Alemania | 6   | 3  | 2  | 0  | 1  | 7  | 3  | 4   |
| Irak     | 3   | 3  | 1  | 0  | 2  | 5  | 9  | -4  |
| Canadá   | 0   | 3  | 0  | 0  | 3  | 0  | 9  | -9  |

| 17 de junio de 2001, 14:00 | Brasil        | 2:0 (2:0) | Alemania | Estadio Chateau Carreras, Córdoba                                       |                                                                         |
|                            | Robert 9' 11' | Reporte   |          | Asistencia: 5.100 espectadores Árbitro(s): Kevin Stott (Estados Unidos) | Asistencia: 5.100 espectadores Árbitro(s): Kevin Stott (Estados Unidos) |

| 17 de junio de 2001, 16:45 | Irak                               | 3:0 (3:0) | Canadá | Estadio Chateau Carreras, Córdoba                               |                                                                 |
|                            | Emad 21' · Tahir 33' · Hanoosh 43' | Reporte   |        | Asistencia: 5.100 espectadores Árbitro(s): Coffi Codjia (Benín) | Asistencia: 5.100 espectadores Árbitro(s): Coffi Codjia (Benín) |

| 20 de junio de 2001, 14:00 | Canadá | 0:4 (0:1) | Alemania                     | Estadio Chateau Carreras, Córdoba                                       |                                                                         |
|                            |        | Reporte   | Auer 18' 67' 70' · Preuß 83' | Asistencia: 1.000 espectadores Árbitro(s): Hailemelak Tessema (Etiopía) | Asistencia: 1.000 espectadores Árbitro(s): Hailemelak Tessema (Etiopía) |

| 20 de junio de 2001, 16:45 | Irak     | 1:6 (0:5) | Brasil                                                            | Estadio Chateau Carreras, Córdoba                                    |                                                                      |
|                            | Emad 82' | Reporte   | Fernando 8' (pen.) · Pinga 13' · Robert 27' 72' · Adriano 29' 45' | Asistencia: 1.000 espectadores Árbitro(s): Sorin Corpodean (Rumania) | Asistencia: 1.000 espectadores Árbitro(s): Sorin Corpodean (Rumania) |

| 23 de junio de 2001, 14:00 | Brasil                   | 2:0 (1:0) | Canadá | Estadio Chateau Carreras, Córdoba                                               |                                                                                 |
|                            | Adriano 21' · Robert 65' | Reporte   |        | Asistencia: 1.500 espectadores Árbitro(s): Jagdeesh Bhimull (Trinidad y Tobago) | Asistencia: 1.500 espectadores Árbitro(s): Jagdeesh Bhimull (Trinidad y Tobago) |

| 23 de junio de 2001, 16:45 | Alemania                                 | 3:1 (1:1) | Irak                   | Estadio Chateau Carreras, Córdoba                                |                                                                  |
|                            | Preuß 40' · Munaim 60' (a.g.) · Auer 65' | Reporte   | Lapaczinski 37' (a.g.) | Asistencia: 2.000 espectadores Árbitro(s): Hichem Guirat (Túnez) | Asistencia: 2.000 espectadores Árbitro(s): Hichem Guirat (Túnez) |

#### Grupo C
| Equipo         | Pts | PJ | PG | PE | PP | GF | GC | Dif |
| -------------- | --- | -- | -- | -- | -- | -- | -- | --- |
| Ucrania        | 5   | 3  | 1  | 2  | 0  | 5  | 3  | 2   |
| Estados Unidos | 4   | 3  | 1  | 1  | 1  | 5  | 3  | 2   |
| China          | 4   | 3  | 1  | 1  | 1  | 1  | 1  | 0   |
| Chile          | 3   | 3  | 1  | 0  | 2  | 4  | 8  | -4  |

| 17 de junio de 2001, 14:00 | Estados Unidos | 0:1 (0:0) | China  | Estadio Malvinas Argentinas, Mendoza                             |                                                                  |
|                            |                | Reporte   | Qu 50' | Asistencia: 7.500 espectadores Árbitro(s): Hichem Guirat (Túnez) | Asistencia: 7.500 espectadores Árbitro(s): Hichem Guirat (Túnez) |

| 17 de junio de 2001, 16:45 | Chile                  | 2:4 (1:2) | Ucrania                                         | Estadio Malvinas Argentinas, Mendoza                                        |                                                                             |
|                            | Millar 38' · Pardo 92' | Reporte   | Belik 14' 50' · Oyarzún 36' (a.g.) · Valeev 78' | Asistencia: 7.500 espectadores Árbitro(s): Naser Al Hamdan (Arabia Saudita) | Asistencia: 7.500 espectadores Árbitro(s): Naser Al Hamdan (Arabia Saudita) |

| 20 de junio de 2001, 14:00 | Ucrania | 0:0     | China | Estadio Malvinas Argentinas, Mendoza                                            |                                                                                 |
|                            |         | Reporte |       | Asistencia: 3.500 espectadores Árbitro(s): Jagdeesh Bhimull (Trinidad y Tobago) | Asistencia: 3.500 espectadores Árbitro(s): Jagdeesh Bhimull (Trinidad y Tobago) |

| 20 de junio de 2001, 16:45 | Chile      | 1:4 (1:2) | Estados Unidos                          | Estadio Malvinas Argentinas, Mendoza                                  |                                                                       |
|                            | Valdés 28' | Reporte   | Beasley 6' 40' · Davis 69' · Buddle 75' | Asistencia: 5.500 espectadores Árbitro(s): Claudio Martín (Argentina) | Asistencia: 5.500 espectadores Árbitro(s): Claudio Martín (Argentina) |

| 23 de junio de 2001, 14:00 | Estados Unidos | 1:1 (1:0) | Ucrania    | Estadio Malvinas Argentinas, Mendoza                                  |                                                                       |
|                            | Arena 39'      | Reporte   | Stoyan 89' | Asistencia: 7.000 espectadores Árbitro(s): Carlos Amarilla (Paraguay) | Asistencia: 7.000 espectadores Árbitro(s): Carlos Amarilla (Paraguay) |

| 23 de junio de 2001, 16:45 | China | 0:1 (0:0) | Chile       | Estadio Malvinas Argentinas, Mendoza                            |                                                                 |
|                            |       | Reporte   | Berríos 87' | Asistencia: 8.000 espectadores Árbitro(s): Coffi Codjia (Benín) | Asistencia: 8.000 espectadores Árbitro(s): Coffi Codjia (Benín) |

#### Grupo D
| Equipo          | Pts | PJ | PG | PE | PP | GF | GC | Dif |
| --------------- | --- | -- | -- | -- | -- | -- | -- | --- |
| Angola          | 5   | 3  | 1  | 2  | 0  | 3  | 2  | 1   |
| República Checa | 4   | 3  | 1  | 1  | 1  | 3  | 3  | 0   |
| Australia       | 4   | 3  | 1  | 1  | 1  | 3  | 4  | -1  |
| Japón           | 3   | 3  | 1  | 0  | 2  | 4  | 4  | 0   |

| 18 de junio de 2001, 14:00 | Angola | 0:0     | República Checa | Estadio El Coloso del Parque, Rosario                             |                                                                   |
|                            |        | Reporte |                 | Asistencia: 1.500 espectadores Árbitro(s): José Pineda (Honduras) | Asistencia: 1.500 espectadores Árbitro(s): José Pineda (Honduras) |

| 18 de junio de 2001, 16:45 | Japón | 0:2 (0:0) | Australia                     | Estadio El Coloso del Parque, Rosario                                      |                                                                            |
|                            |       | Reporte   | Haneda 59' (a.g.) · Owens 69' | Asistencia: 5.000 espectadores Árbitro(s): Manuel Mejuto González (España) | Asistencia: 5.000 espectadores Árbitro(s): Manuel Mejuto González (España) |

| 21 de junio de 2001, 14:00 | Australia | 0:3 (0:2) | República Checa                 | Estadio El Coloso del Parque, Rosario                                 |                                                                       |
|                            |           | Reporte   | Musil 27' · Jun 30' · Macek 47' | Asistencia: 1.200 espectadores Árbitro(s): Carlos Amarilla (Paraguay) | Asistencia: 1.200 espectadores Árbitro(s): Carlos Amarilla (Paraguay) |

| 21 de junio de 2001, 16:45 | Japón      | 1:2 (0:1) | Angola                  | Estadio El Coloso del Parque, Rosario                                      |                                                                            |
|                            | Yamase 61' | Reporte   | Mendonça 9' · Rasca 81' | Asistencia: 2.000 espectadores Árbitro(s): Manuel Mejuto González (España) | Asistencia: 2.000 espectadores Árbitro(s): Manuel Mejuto González (España) |

| 24 de junio de 2001, 14:00 | Angola        | 1:1 (1:0) | Australia        | Estadio El Coloso del Parque, Rosario                                 |                                                                       |
|                            | Mantorras 12' | Reporte   | Owens 82' (pen.) | Asistencia: 3.500 espectadores Árbitro(s): Scott McDonald (Australia) | Asistencia: 3.500 espectadores Árbitro(s): Scott McDonald (Australia) |

| 24 de junio de 2001, 16:45 | República Checa | 0:3 (0:0) | Japón                                  | Estadio El Coloso del Parque, Rosario                                   |                                                                         |
|                            |                 | Reporte   | Morisaki 74' · Yamase 80' · Tahara 87' | Asistencia: 8.500 espectadores Árbitro(s): Kevin Stott (Estados Unidos) | Asistencia: 8.500 espectadores Árbitro(s): Kevin Stott (Estados Unidos) |

#### Grupo E
| Equipo       | Pts | PJ | PG | PE | PP | GF | GC | Dif |
| ------------ | --- | -- | -- | -- | -- | -- | -- | --- |
| Costa Rica   | 9   | 3  | 3  | 0  | 0  | 7  | 2  | 5   |
| Ecuador      | 4   | 3  | 1  | 1  | 1  | 3  | 3  | 0   |
| Países Bajos | 4   | 3  | 1  | 1  | 1  | 5  | 6  | -1  |
| Etiopía      | 0   | 3  | 0  | 0  | 3  | 4  | 8  | -4  |

| 18 de junio de 2001, 14:00 | Ecuador               | 2:1 (1:1) | Etiopía       | Estadio Padre Ernesto Martearena, Salta                             |                                                                     |
|                            | Mina 25' · Guagua 63' | Reporte   | Andargachw 4' | Asistencia: 14.000 espectadores Árbitro(s): Mark Shield (Australia) | Asistencia: 14.000 espectadores Árbitro(s): Mark Shield (Australia) |

| 18 de junio de 2001, 16:45 | Países Bajos | 1:3 (0:1) | Costa Rica                  | Estadio Padre Ernesto Martearena, Salta                                  |                                                                          |
|                            | Hersi 63'    | Reporte   | Montero 38' · Parks 48' 54' | Asistencia: 14.000 espectadores Árbitro(s): Abdullhakim Shelmani (Libia) | Asistencia: 14.000 espectadores Árbitro(s): Abdullhakim Shelmani (Libia) |

| 21 de junio de 2001, 14:00 | Costa Rica               | 3:1 (1:0) | Etiopía      | Estadio Padre Ernesto Martearena, Salta                              |                                                                      |
|                            | Parks 8' 49' · Scott 61' | Reporte   | Yordanos 92' | Asistencia: 10.000 espectadores Árbitro(s): Thomas McCurry (Escocia) | Asistencia: 10.000 espectadores Árbitro(s): Thomas McCurry (Escocia) |

| 21 de junio de 2001, 16:45 | Países Bajos | 1:1 (1:0) | Ecuador    | Estadio Padre Ernesto Martearena, Salta                           |                                                                   |
|                            | Colin 21'    | Reporte   | Vargas 85' | Asistencia: 10.000 espectadores Árbitro(s): Toru Kamikawa (Japón) | Asistencia: 10.000 espectadores Árbitro(s): Toru Kamikawa (Japón) |

| 24 de junio de 2001, 14:00 | Ecuador | 0:1 (0:0) | Costa Rica    | Estadio Padre Ernesto Martearena, Salta                           |                                                                   |
|                            |         | Reporte   | Hernández 85' | Asistencia: 15.000 espectadores Árbitro(s): Terje Hauge (Noruega) | Asistencia: 15.000 espectadores Árbitro(s): Terje Hauge (Noruega) |

| 24 de junio de 2001, 16:45 | Etiopía                           | 2:3 (0:2) | Países Bajos                         | Estadio Padre Ernesto Martearena, Salta                                  |                                                                          |
|                            | Zewdu 52' (pen.) · Andargachw 92' | Reporte   | Kolk 22' · Hersi 41' · Huntelaar 78' | Asistencia: 17.000 espectadores Árbitro(s): Abdullhakim Shelmani (Libia) | Asistencia: 17.000 espectadores Árbitro(s): Abdullhakim Shelmani (Libia) |

#### Grupo F
| Equipo   | Pts | PJ | PG | PE | PP | GF | GC | Dif |
| -------- | --- | -- | -- | -- | -- | -- | -- | --- |
| Ghana    | 7   | 3  | 2  | 1  | 0  | 3  | 1  | 2   |
| Francia  | 5   | 3  | 1  | 2  | 0  | 7  | 2  | 5   |
| Paraguay | 4   | 3  | 1  | 1  | 1  | 5  | 4  | 1   |
| Irán     | 0   | 3  | 0  | 0  | 3  | 0  | 8  | -8  |

| 18 de junio de 2001, 14:00 | Ghana                    | 2:1 (0:0) | Paraguay   | Estadio José María Minella, Mar del Plata                        |                                                                  |
|                            | Essien 58' · Boateng 63' | Reporte   | Guzmán 69' | Asistencia: 2.000 espectadores Árbitro(s): Terje Hauge (Noruega) | Asistencia: 2.000 espectadores Árbitro(s): Terje Hauge (Noruega) |

| 18 de junio de 2001, 16:45 | Irán | 0:5 (0:0) | Francia                                    | Estadio José María Minella, Mar del Plata                           |                                                                     |
|                            |      | Reporte   | Bugnet 59' · Mexes 62' · Cissé 66' 87' 90' | Asistencia: 4.500 espectadores Árbitro(s): Wilson de Souza (Brasil) | Asistencia: 4.500 espectadores Árbitro(s): Wilson de Souza (Brasil) |

| 21 de junio de 2001, 14:00 | Francia                | 2:2 (1:0) | Paraguay                | Estadio José María Minella, Mar del Plata                          |                                                                    |
|                            | Bugnet 10' · Cissé 48' | Reporte   | Fretes 53' · Devaca 72' | Asistencia: 4.575 espectadores Árbitro(s): Mark Shield (Australia) | Asistencia: 4.575 espectadores Árbitro(s): Mark Shield (Australia) |

| 21 de junio de 2001, 16:45 | Irán | 0:1 (0:1) | Ghana       | Estadio José María Minella, Mar del Plata                           |                                                                     |
|                            |      | Reporte   | Boateng 44' | Asistencia: 3.950 espectadores Árbitro(s): Alain Hamer (Luxemburgo) | Asistencia: 3.950 espectadores Árbitro(s): Alain Hamer (Luxemburgo) |

| 24 de junio de 2001, 14:00 | Ghana | 0:0     | Francia | Estadio José María Minella, Mar del Plata                              |                                                                        |
|                            |       | Reporte |         | Asistencia: 13.000 espectadores Árbitro(s): Claudio Martín (Argentina) | Asistencia: 13.000 espectadores Árbitro(s): Claudio Martín (Argentina) |

| 24 de junio de 2001, 16:45 | Paraguay                   | 2:0 (0:0) | Irán | Estadio José María Minella, Mar del Plata                                  |                                                                            |
|                            | González 72' · Giménez 89' | Reporte   |      | Asistencia: 6.000 espectadores Árbitro(s): Manuel Mejuto González (España) | Asistencia: 6.000 espectadores Árbitro(s): Manuel Mejuto González (España) |

#### Mejores terceros puestos
Los cuatro mejores de los terceros puestos avanzan a la segunda ronda.
| Equipo       | Gr | Pts | PJ | PG | PE | PP | GF | GC | Dif |
| ------------ | -- | --- | -- | -- | -- | -- | -- | -- | --- |
| Paraguay     | F  | 4   | 3  | 1  | 1  | 1  | 5  | 4  | 1   |
| China        | C  | 4   | 3  | 1  | 1  | 1  | 1  | 1  | 0   |
| Países Bajos | E  | 4   | 3  | 1  | 1  | 1  | 5  | 6  | -1  |
| Australia    | D  | 4   | 3  | 1  | 1  | 1  | 3  | 4  | -1  |
| Finlandia    | A  | 3   | 3  | 1  | 0  | 2  | 2  | 4  | -2  |
| Irak         | B  | 3   | 3  | 1  | 0  | 2  | 5  | 9  | -4  |

Los emparejamientos de los octavos de final fueron definidos de la siguiente manera:
- Partido 1: 2.° del grupo A v 2.° del grupo C
- Partido 2: 1.° del grupo D v 3.° del grupo B/E/F
- Partido 3: 1.° del grupo F v 2.° del grupo E
- Partido 4: 1.° del grupo B v 3.° del grupo A/C/D
- Partido 5: 2.° del grupo B v 2.° del grupo F
- Partido 6: 1.° del grupo A v 3.° del grupo C/D/E
- Partido 7: 1.° del grupo C v 3.° del grupo A/B/F
- Partido 8: 1.° del grupo E v 2.° del grupo D

Los emparejamientos de los partidos 2, 4, 6 y 7 dependen de quienes sean los terceros lugares que se clasifiquen a los octavos de final. La siguiente tabla muestra las diferentes opciones para definir a los rivales de los ganadores de los grupos A, B, C y D.
     – Combinación que se dio en esta edición.
| Si los 4 mejores terceros son de los grupos: | El 1.° del grupo A juega con: | El 1.° del grupo B juega con: | El 1.° del grupo C juega con: | El 1.° del grupo D juega con: |
| -------------------------------------------- | ----------------------------- | ----------------------------- | ----------------------------- | ----------------------------- |
| A, B, C y D                                  | 3.° del grupo C               | 3.° del grupo D               | 3.° del grupo A               | 3.° del grupo B               |
| A, B, C y E                                  | 3.° del grupo C               | 3.° del grupo A               | 3.° del grupo B               | 3.° del grupo E               |
| A, B, C y F                                  | 3.° del grupo C               | 3.° del grupo A               | 3.° del grupo B               | 3.° del grupo F               |
| A, B, D y E                                  | 3.° del grupo D               | 3.° del grupo A               | 3.° del grupo B               | 3.° del grupo E               |
| A, B, D y F                                  | 3.° del grupo D               | 3.° del grupo A               | 3.° del grupo B               | 3.° del grupo F               |
| A, B, E y F                                  | 3.° del grupo E               | 3.° del grupo A               | 3.° del grupo B               | 3.° del grupo F               |
| A, C, D y E                                  | 3.° del grupo C               | 3.° del grupo D               | 3.° del grupo A               | 3.° del grupo E               |
| A, C, D y F                                  | 3.° del grupo C               | 3.° del grupo D               | 3.° del grupo A               | 3.° del grupo F               |
| A, C, E y F                                  | 3.° del grupo C               | 3.° del grupo A               | 3.° del grupo F               | 3.° del grupo E               |
| A, D, E y F                                  | 3.° del grupo D               | 3.° del grupo A               | 3.° del grupo F               | 3.° del grupo E               |
| B, C, D y E                                  | 3.° del grupo C               | 3.° del grupo D               | 3.° del grupo B               | 3.° del grupo E               |
| B, C, D y F                                  | 3.° del grupo C               | 3.° del grupo D               | 3.° del grupo B               | 3.° del grupo F               |
| B, C, E y F                                  | 3.° del grupo E               | 3.° del grupo C               | 3.° del grupo B               | 3.° del grupo F               |
| B, D, E y F                                  | 3.° del grupo E               | 3.° del grupo D               | 3.° del grupo B               | 3.° del grupo F               |
| C, D, E y F                                  | 3.° del grupo C               | 3.° del grupo D               | 3.° del grupo F               | 3.° del grupo E               |

### Segunda fase

#### Cuadro de desarrollo
|  | Octavos de final            | Octavos de final     |                           |   | Cuartos de final             | Cuartos de final             |                           |                           | Semifinales | Semifinales |  |  | Final | Final |
|  |                             |                      |                           |   |                              |                              |                           |                           |             |             |  |  |       |       |
|  | 27 de junio - Buenos Aires  |                      |                           |   |                              |                              |                           |                           |             |             |  |  |       |       |
|  |                             |                      |                           |   |                              |                              |                           |                           |             |             |  |  |       |       |
|  | Argentina                   | 2                    |                           |   |                              |                              |                           |                           |             |             |  |  |       |       |
|  | Argentina                   | 2                    | 1 de julio - Buenos Aires |   |                              |                              |                           |                           |             |             |  |  |       |       |
|  | China                       | 1                    |                           |   |                              |                              |                           |                           |             |             |  |  |       |       |
|  | China                       | 1                    | Argentina                 | 3 |                              |                              |                           |                           |             |             |  |  |       |       |
|  | 27 de junio - Córdoba       |                      | Argentina                 | 3 |                              |                              |                           |                           |             |             |  |  |       |       |
|  |                             | Francia              | 1                         |   |                              |                              |                           |                           |             |             |  |  |       |       |
|  | Francia                     | Francia              | 1                         | 3 |                              |                              |                           |                           |             |             |  |  |       |       |
|  | Francia                     |                      | 4 de julio - Buenos Aires | 3 |                              |                              |                           |                           |             |             |  |  |       |       |
|  | Alemania                    | 2                    |                           |   |                              |                              |                           |                           |             |             |  |  |       |       |
|  | Alemania                    | 2                    | Argentina                 | 5 |                              |                              |                           |                           |             |             |  |  |       |       |
|  | 28 de junio - Salta         |                      | Argentina                 | 5 |                              |                              |                           |                           |             |             |  |  |       |       |
|  |                             | Paraguay             | 0                         |   |                              |                              |                           |                           |             |             |  |  |       |       |
|  | Costa Rica                  | Paraguay             | 0                         | 1 |                              |                              |                           |                           |             |             |  |  |       |       |
|  | Costa Rica                  | 1 de julio - Mendoza |                           | 1 |                              |                              |                           |                           |             |             |  |  |       |       |
|  | República Checa             | 2                    |                           |   |                              |                              |                           |                           |             |             |  |  |       |       |
|  | República Checa             | 2                    | República Checa           | 0 |                              |                              |                           |                           |             |             |  |  |       |       |
|  | 28 de junio - Mendoza       |                      | República Checa           | 0 |                              |                              |                           |                           |             |             |  |  |       |       |
|  |                             | Paraguay             | 1                         |   |                              |                              |                           |                           |             |             |  |  |       |       |
|  | Ucrania                     | Paraguay             | 1                         | 1 |                              |                              |                           |                           |             |             |  |  |       |       |
|  | Ucrania                     |                      | 8 de julio - Buenos Aires | 1 |                              |                              |                           |                           |             |             |  |  |       |       |
|  | Paraguay                    | 2                    |                           |   |                              |                              |                           |                           |             |             |  |  |       |       |
|  | Paraguay                    | 2                    | Argentina                 | 3 |                              |                              |                           |                           |             |             |  |  |       |       |
|  | 28 de junio - Rosario       |                      | Argentina                 | 3 |                              |                              |                           |                           |             |             |  |  |       |       |
|  |                             | Ghana                | 0                         |   |                              |                              |                           |                           |             |             |  |  |       |       |
|  | Angola                      | Ghana                | 0                         | 0 |                              |                              |                           |                           |             |             |  |  |       |       |
|  | Angola                      | 1 de julio - Rosario |                           | 0 |                              |                              |                           |                           |             |             |  |  |       |       |
|  | Países Bajos                | 2                    |                           |   |                              |                              |                           |                           |             |             |  |  |       |       |
|  | Países Bajos                | 2                    | Países Bajos              | 1 |                              |                              |                           |                           |             |             |  |  |       |       |
|  | 27 de junio - Buenos Aires  |                      | Países Bajos              | 1 |                              |                              |                           |                           |             |             |  |  |       |       |
|  |                             | Egipto               | 2                         |   |                              |                              |                           |                           |             |             |  |  |       |       |
|  | Estados Unidos              | Egipto               | 2                         | 0 |                              |                              |                           |                           |             |             |  |  |       |       |
|  | Estados Unidos              |                      | 4 de julio - Córdoba      | 0 |                              |                              |                           |                           |             |             |  |  |       |       |
|  | Egipto                      | 2                    |                           |   |                              |                              |                           |                           |             |             |  |  |       |       |
|  | Egipto                      | 2                    | Egipto                    | 0 |                              |                              |                           |                           |             |             |  |  |       |       |
|  | 28 de junio - Mar del Plata |                      | Egipto                    | 0 |                              |                              |                           |                           |             |             |  |  |       |       |
|  |                             | Ghana                | 2                         |   | Partido por el tercer puesto | Partido por el tercer puesto |                           |                           |             |             |  |  |       |       |
|  | Ghana                       | Ghana                | 2                         | 1 | Partido por el tercer puesto | Partido por el tercer puesto |                           |                           |             |             |  |  |       |       |
|  | Ghana                       | 1 de julio - Córdoba | 1 de julio - Córdoba      | 1 |                              |                              | 8 de julio - Buenos Aires | 8 de julio - Buenos Aires |             |             |  |  |       |       |
|  | Ecuador                     | 1 de julio - Córdoba | 1 de julio - Córdoba      | 0 |                              |                              | 8 de julio - Buenos Aires | 8 de julio - Buenos Aires |             |             |  |  |       |       |
|  | Ecuador                     | Ghana (t.s.)         | 2                         | 0 | Paraguay                     | 0                            |                           |                           |             |             |  |  |       |       |
|  | 27 de junio - Córdoba       | Ghana (t.s.)         | 2                         |   | Paraguay                     | 0                            |                           |                           |             |             |  |  |       |       |
|  |                             | Brasil               | 1                         |   | Egipto                       | 1                            |                           |                           |             |             |  |  |       |       |
|  | Brasil                      | Brasil               | 1                         | 4 | Egipto                       | 1                            |                           |                           |             |             |  |  |       |       |
|  | Brasil                      |                      |                           | 4 |                              |                              |                           |                           |             |             |  |  |       |       |
|  | Australia                   | 0                    |                           |   |                              |                              |                           |                           |             |             |  |  |       |       |
|  | Australia                   | 0                    |                           |   |                              |                              |                           |                           |             |             |  |  |       |       |

#### Octavos de final
| 27 de junio de 2001, 14:00 | Estados Unidos | 0:2 (0:0) | Egipto                          | Estadio José Amalfitani, Buenos Aires                                 |                                                                       |
|                            |                | Reporte   | Riad 76' (pen.) · El Yamany 88' | Asistencia: 10.000 espectadores Árbitro(s): Sorin Carpodean (Rumania) | Asistencia: 10.000 espectadores Árbitro(s): Sorin Carpodean (Rumania) |

| 27 de junio de 2001, 14:00 | Francia                          | 3:2 (2:1) | Alemania                 | Estadio Chateau Carreras, Córdoba                             |                                                               |
|                            | Cissé 34' (pen.) 93' · Mendy 41' | Reporte   | Auer 19' · Burkhardt 78' | Asistencia: 3.500 espectadores Árbitro(s): Guido Aros (Chile) | Asistencia: 3.500 espectadores Árbitro(s): Guido Aros (Chile) |

| 27 de junio de 2001, 17:00 | Argentina                    | 2:1 (1:0) | China  | Estadio José Amalfitani, Buenos Aires                                |                                                                      |
|                            | Rodríguez 4' · Domínguez 79' | Reporte   | Qu 55' | Asistencia: 32.000 espectadores Árbitro(s): Thomas McCurry (Escocia) | Asistencia: 32.000 espectadores Árbitro(s): Thomas McCurry (Escocia) |

| 27 de junio de 2001, 17:00 | Brasil                                 | 4:0 (1:0) | Australia | Estadio Chateau Carreras, Córdoba                                |                                                                  |
|                            | Adriano 27' 66' · Kaká 53' · Costa 74' | Reporte   |           | Asistencia: 7.895 espectadores Árbitro(s): Toru Kamikawa (Japón) | Asistencia: 7.895 espectadores Árbitro(s): Toru Kamikawa (Japón) |

| 28 de junio de 2001, 14:00 | Ucrania   | 1:2 (0:2) | Paraguay                   | Estadio Malvinas Argentinas, Mendoza                              |                                                                   |
|                            | Belik 90' | Reporte   | Benítez 19' · González 43' | Asistencia: 9.000 espectadores Árbitro(s): José Pineda (Honduras) | Asistencia: 9.000 espectadores Árbitro(s): José Pineda (Honduras) |

| 28 de junio de 2001, 14:00 | Costa Rica | 1:2 (1:1) | República Checa     | Estadio Padre Ernesto Martearena, Salta                                  |                                                                          |
|                            | Scott 24'  | Reporte   | Musil 21' · Jun 71' | Asistencia: 13.000 espectadores Árbitro(s): Hailemelak Tessema (Etiopía) | Asistencia: 13.000 espectadores Árbitro(s): Hailemelak Tessema (Etiopía) |

| 28 de junio de 2001, 16:45 | Angola | 0:2 (0:0) | Países Bajos                 | Estadio El Coloso del Parque, Rosario                                |                                                                      |
|                            |        | Reporte   | Mustapha 52' · Huntelaar 86' | Asistencia: 5.000 espectadores Árbitro(s): Shamsul Maidin (Singapur) | Asistencia: 5.000 espectadores Árbitro(s): Shamsul Maidin (Singapur) |

| 28 de junio de 2001, 16:45 | Ghana      | 1:0 (1:0) | Ecuador | Estadio José María Minella, Mar del Plata                           |                                                                     |
|                            | Mensah 13' | Reporte   |         | Asistencia: 11.000 espectadores Árbitro(s): Orhan Erdemir (Turquía) | Asistencia: 11.000 espectadores Árbitro(s): Orhan Erdemir (Turquía) |

#### Cuartos de final
| 1 de julio de 2001, 14:00 | Argentina                 | 3:1 (2:1) | Francia   | Estadio José Amalfitani, Buenos Aires                             |                                                                   |
|                           | Saviola 5' 46' (pen.) 83' | Reporte   | Mexes 44' | Asistencia: 32.000 espectadores Árbitro(s): Terje Hauge (Noruega) | Asistencia: 32.000 espectadores Árbitro(s): Terje Hauge (Noruega) |

| 1 de julio de 2001, 14:00 | República Checa | 0:1 (0:1) | Paraguay    | Estadio Malvinas Argentinas, Mendoza                            |                                                                 |
|                           |                 | Reporte   | Salcedo 31' | Asistencia: 6.000 espectadores Árbitro(s): Coffi Codjia (Benín) | Asistencia: 6.000 espectadores Árbitro(s): Coffi Codjia (Benín) |

| 1 de julio de 2001, 16:45 | Ghana                        | 2:1 (1:1, 0:1) (t. s.) | Brasil      | Estadio Chateau Carreras, Córdoba                                           |                                                                             |
|                           | Abdul Razak 80' · Mensah 93' | Reporte                | Adriano 44' | Asistencia: 11.000 espectadores Árbitro(s): Manuel Mejuto González (España) | Asistencia: 11.000 espectadores Árbitro(s): Manuel Mejuto González (España) |

| 1 de julio de 2001, 16:45 | Países Bajos      | 1:2 (1:0) | Egipto                   | Estadio El Coloso del Parque, Rosario                                 |                                                                       |
|                           | Van der Vaart 33' | Reporte   | Amin 47' · El Yamany 65' | Asistencia: 6.500 espectadores Árbitro(s): Claudio Martín (Argentina) | Asistencia: 6.500 espectadores Árbitro(s): Claudio Martín (Argentina) |

#### Semifinales
| 4 de julio de 2001, 14:00 | Egipto | 0:2 (0:0) | Ghana                             | Estadio Chateau Carreras, Córdoba                                   |                                                                     |
|                           |        | Reporte   | Inusah 83' · El Atrawy 88' (a.g.) | Asistencia: 10.000 espectadores Árbitro(s): Mark Shield (Australia) | Asistencia: 10.000 espectadores Árbitro(s): Mark Shield (Australia) |

| 4 de julio de 2001, 16:45 | Argentina                                                        | 5:0 (3:0) | Paraguay | Estadio José Amalfitani, Buenos Aires                                |                                                                      |
|                           | Saviola 18' 24' · Romagnoli 41' · D'Alessandro 52' · Herrera 70' | Reporte   |          | Asistencia: 32.000 espectadores Árbitro(s): Wilson de Souza (Brasil) | Asistencia: 32.000 espectadores Árbitro(s): Wilson de Souza (Brasil) |

#### Tercer lugar
| 8 de julio de 2001, 13:00 | Paraguay | 0:1 (0:0) | Egipto        | Estadio José Amalfitani, Buenos Aires                             |                                                                   |
|                           |          | Reporte   | El Yamany 64' | Asistencia: 10.000 espectadores Árbitro(s): Toru Kamikawa (Japón) | Asistencia: 10.000 espectadores Árbitro(s): Toru Kamikawa (Japón) |

#### Final
| 8 de julio de 2001, 15:45 | Argentina                                | 3:0 (2:0) | Ghana | Estadio José Amalfitani, Buenos Aires                                       |                                                                             |
|                           | Colotto 6' · Saviola 14' · Rodríguez 73' | Reporte   |       | Asistencia: 32.000 espectadores Árbitro(s): Manuel Mejuto González (España) | Asistencia: 32.000 espectadores Árbitro(s): Manuel Mejuto González (España) |

|                              |
| Bandera de Argentina         |
| Campeón Argentina 4.º título |

## Posiciones Finales

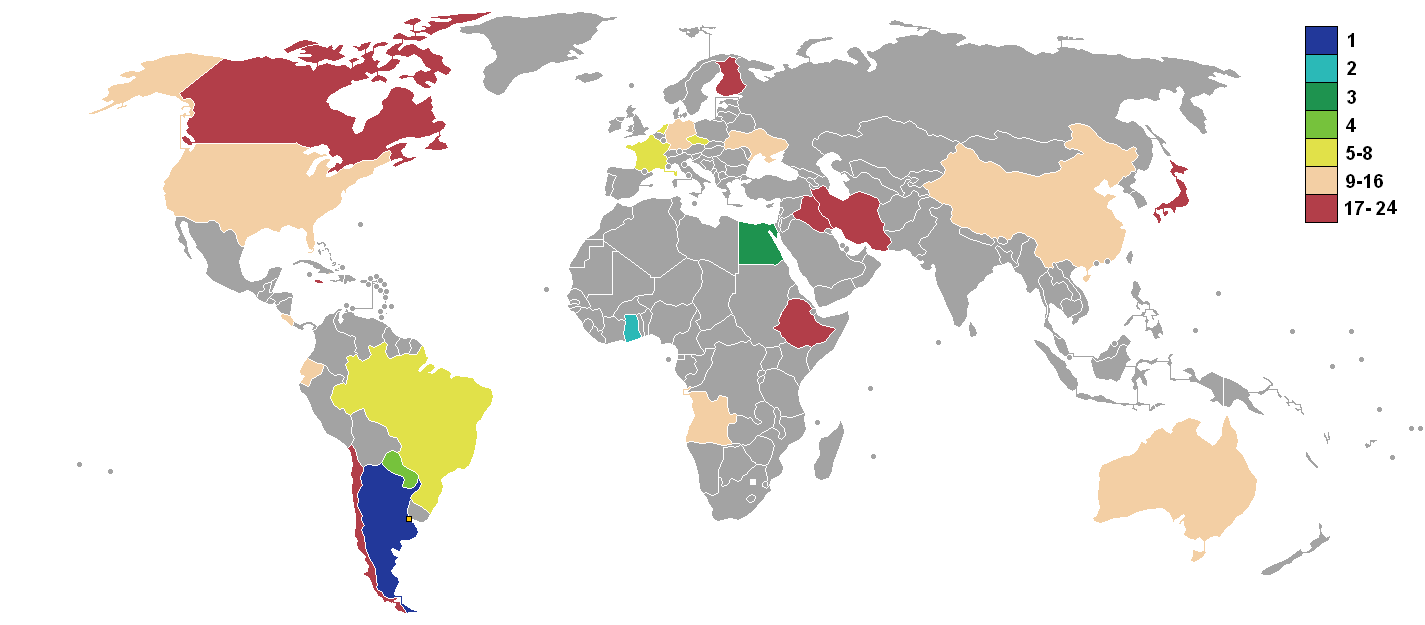
Mapa según los resultados del torneo.

| Equipo | Equipo          | Pts | PJ | PG | PE | PP | GF | GC | Dif |
| ------ | --------------- | --- | -- | -- | -- | -- | -- | -- | --- |
| 1      | Argentina       | 21  | 7  | 7  | 0  | 0  | 27 | 4  | +23 |
| 2      | Ghana           | 16  | 7  | 5  | 1  | 1  | 8  | 5  | +3  |
| 3      | Egipto          | 13  | 7  | 4  | 1  | 2  | 8  | 11 | -3  |
| 4      | Paraguay        | 10  | 7  | 3  | 1  | 3  | 8  | 11 | -3  |
| 5      | Brasil          | 12  | 5  | 4  | 0  | 1  | 15 | 3  | +12 |
| 6      | Francia         | 8   | 5  | 2  | 2  | 1  | 11 | 7  | +4  |
| 7      | Países Bajos    | 7   | 5  | 2  | 1  | 2  | 8  | 8  | 0   |
| 8      | República Checa | 7   | 5  | 2  | 1  | 2  | 5  | 5  | 0   |
| 9      | Costa Rica      | 9   | 4  | 3  | 0  | 1  | 8  | 4  | +4  |
| 10     | Alemania        | 6   | 4  | 2  | 0  | 2  | 9  | 6  | +3  |
| 11     | Ucrania         | 5   | 4  | 1  | 2  | 1  | 6  | 5  | +1  |
| 12     | Angola          | 5   | 4  | 1  | 2  | 1  | 3  | 4  | -1  |
| 13     | Estados Unidos  | 4   | 4  | 1  | 1  | 2  | 5  | 5  | 0   |
| 14     | Ecuador         | 4   | 4  | 1  | 1  | 2  | 3  | 4  | -1  |
| 15     | China           | 4   | 4  | 1  | 1  | 2  | 2  | 3  | -1  |
| 16     | Australia       | 4   | 4  | 1  | 1  | 2  | 3  | 8  | -5  |
| 17     | Japón           | 3   | 3  | 1  | 0  | 2  | 4  | 4  | 0   |
| 18     | Finlandia       | 3   | 3  | 1  | 0  | 2  | 2  | 4  | -2  |
| 19     | Irak            | 3   | 3  | 1  | 0  | 2  | 5  | 9  | -4  |
| 20     | Chile           | 3   | 3  | 1  | 0  | 2  | 4  | 8  | -4  |
| 21     | Jamaica         | 1   | 3  | 0  | 1  | 2  | 1  | 6  | -5  |
| 22     | Etiopía         | 0   | 3  | 0  | 0  | 3  | 4  | 8  | -4  |
| 23     | Irán            | 0   | 3  | 0  | 0  | 3  | 0  | 8  | -8  |
| 24     | Canadá          | 0   | 3  | 0  | 0  | 3  | 0  | 9  | -9  |

## Premios

### Balón de oro
El Premio Balón de Oro adidas es entregado por la FIFA al mejor jugador del torneo.
| Jugador             | Selección |
| ------------------- | --------- |
| Javier Saviola      | Argentina |
| Andrés D'Alessandro | Argentina |
| Djibril Cisse       | Francia   |

### Botín de Oro
El jugador que haya convertido la mayor cantidad de goles (GF) durante el torneo recibió el Premio Bota de Oro, mientras que aquellos que quedaran en segunda y tercera posición recibirían la Bota de Plata y la Bota de Bronce, respectivamente. En caso de existir una igualdad en esa cantidad, se haría acreedor del premio el jugador que haya convertido menor cantidad de goles de penal (GP) y si sigue el empate el que hubiese jugado la menor cantidad de minutos durante el torneo (MINJ).
En esta edición, el ganador fue el local Javier Saviola con sus 11 goles. En segundo lugar quedó Adriano con 6 goles y el acreedor a la Bota de Bronce fue Djibril Cisse que también tuvo seis anotaciones pero anotó un gol de penal.
| Jugador           | Selección  | GF | GP | MINJ |
| ----------------- | ---------- | -- | -- | ---- |
| Javier Saviola    | Argentina  | 11 | 3  | 585  |
| Adriano           | Brasil     | 6  | 0  | 433  |
| Djibril Cisse     | Francia    | 6  | 1  | 388  |
| Benjamin Auer     | Alemania   | 5  | 0  | 359  |
| Robert de Pinho   | Brasil     | 5  | 0  | 399  |
| Winston Parks     | Costa Rica | 4  | 0  | 360  |
| Maxi Rodríguez    | Argentina  | 4  | 0  | 557  |
| Mohamed El Yamany | Egipto     | 4  | 0  | 629  |
| Oleksiy Belik     | Ucrania    | 3  | 0  | 342  |
| Esteban Herrera   | Argentina  | 3  | 0  | 359  |

### Otros premios
El ganador del premio al Fair play fue la Selección de fútbol de Argentina.

## Cobertura
- Latinoamérica: DirecTV (Todos los partidos)
- Argentina (País de Origen): TyC Deportes (hoy TyC Sports) (Mejores Partidos), Canal 7, El Trece, Telefe, América TV y Canal 9
- Brasil: DIRECTV, SporTV, ESPN Brasil, TVE Brasil, Globo, Manchete, BAND, Record y SBT
- Chile: Chilevisión, ESPN, Fox Sports y PSN
- Paraguay: Tigo Deportes (hoy Tigo Sports) (Mejores Partidos), Canal 14, Telefuturo, SNT, Red Guaraní y Canal 13
- Ecuador: TV Cable Ecuador, DirecTV y RTS